# رد دراگون (۱۵۹۵)
رد دراگون (۱۵۹۵) (به انگلیسی: Red Dragon (1595)) یک کشتی بود.